# 莫克拉亚奥尔洛夫卡农村居民点
莫克拉亚奥尔洛夫卡农村居民点（俄语：Мокроорловское сельское поселение）是俄罗斯联邦别尔哥罗德州格赖沃龙区所属的一个农村居民点。其下辖有3个居民点，行政中心为莫克拉亚奥尔洛夫卡。据2016年统计，该农村居民点的人口为831人。